# Rybník (Revúca)
Rybník (ungarisch Újvásár) ist eine Gemeinde in der südlichen Mittelslowakei mit 146 Einwohnern (Stand 31. Dezember 2024), die zum Okres Revúca, einem Kreis des Banskobystrický kraj, gehört und in der traditionellen Landschaft Gemer liegt.

## Geographie

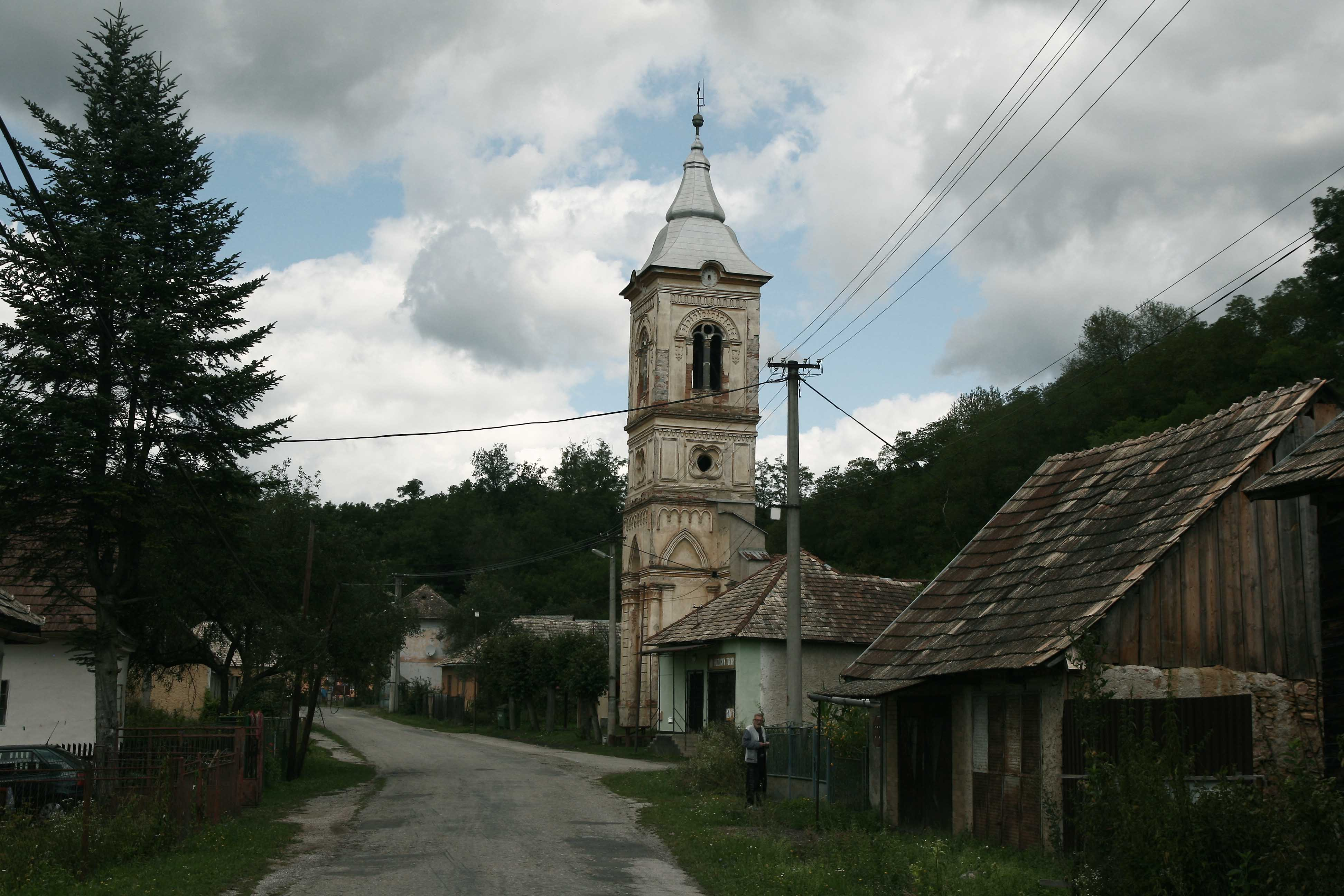
Straße und Glockenturm in Rybník

Die Gemeinde befindet sich im Bergland Revúcka vrchovina im Slowakischen Erzgebirge, im Tal des Turiec im Einzugsgebiet der Slaná. Das Ortszentrum liegt auf einer Höhe von 260 m n.m. und ist 24 Kilometer von Tornaľa sowie 30 Kilometer von Revúca entfernt.
Zur Gemeinde gehört neben dem Hauptort auch der 1964 eingemeindete Ort Brusník (1271 als Buruznuk erwähnt, ungarisch Kisborosznok – bis 1907 Borosznok).
Nachbargemeinden sind Sása im Norden, Kameňany im Nordosten, Višnové im Osten, Chvalová im Südwesten, Španie Pole, Hostišovce und Slizké im Süden, Lipovec im Westen und Ratkovská Lehota im Nordwesten.

## Geschichte

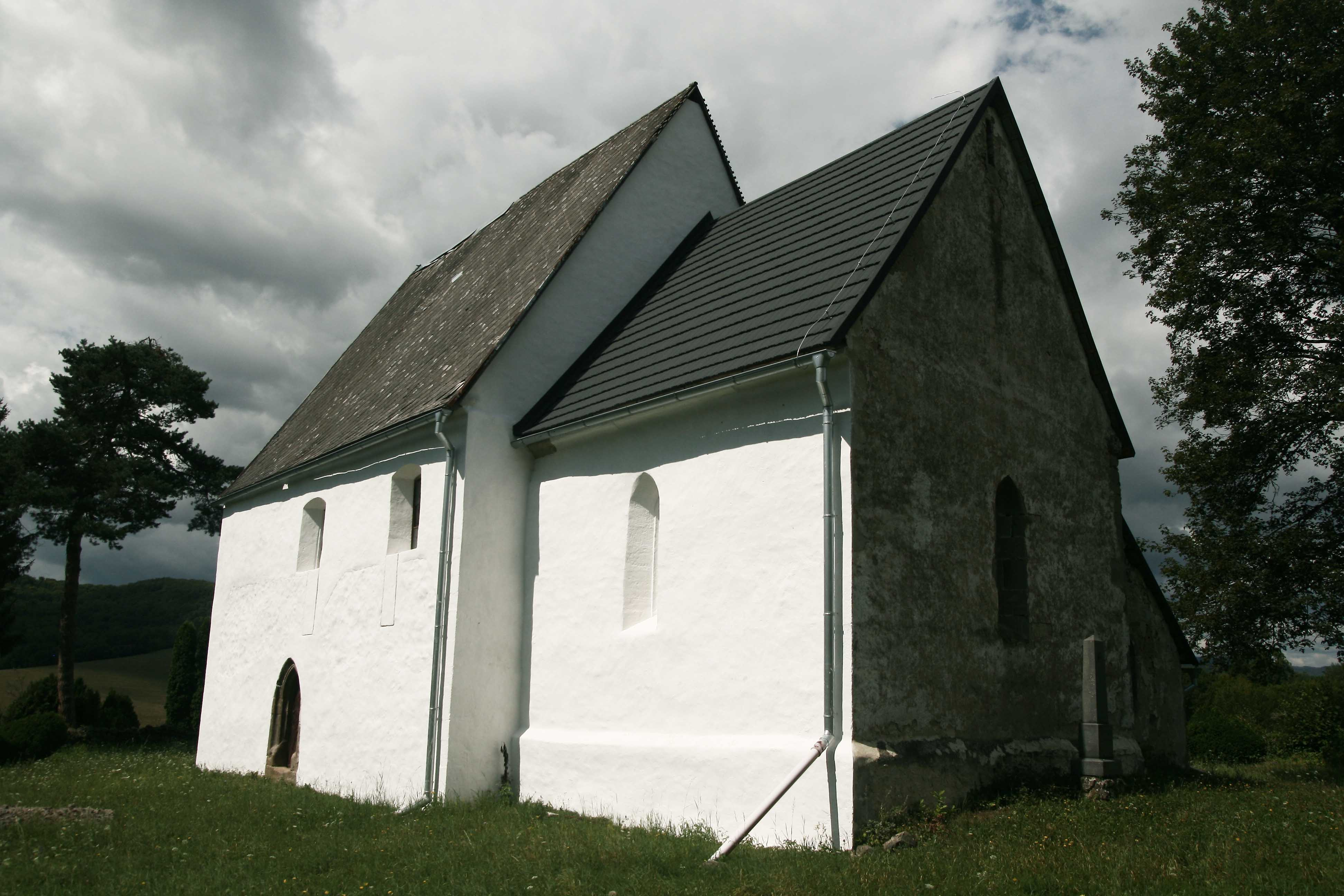
Evangelische Kirche

Rybník wurde zum ersten Mal 1266 als Sancta Crux schriftlich erwähnt, weitere historische Bezeichnungen sind unter anderen Vyuasar (1381), Ribnik Vywasar (1599) und Ribnik (1773). Im Mittelalter stand hier ein Nazarener-Kloster, unweit des Ortes stand die im 15. Jahrhundert untergegangene Burg Drienok. Das Dorf war Besitz des Geschlechts Derencsényi, im 18. Jahrhundert lag Rybník im Herrschaftsgebiet der Burg Muráň. 1828 zählte man 60 Häuser und 464 Einwohner, die als Landwirte und Hersteller von Holzgeschirr beschäftigt waren.
Bis 1918 gehörte der im Komitat Gemer und Kleinhont liegende Ort zum Königreich Ungarn und kam danach zur Tschechoslowakei beziehungsweise heute Slowakei.

## Bevölkerung
| Jahr                | 1994 | 2004     | 2014    | 2024    |
| ------------------- | ---- | -------- | ------- | ------- |
| Anzahl der Personen | 131  | 161      | 154     | 146     |
| Unterschied         |      | +22,90 % | −4,34 % | −5,19 % |

| Jahr                | 2023 | 2024    |
| ------------------- | ---- | ------- |
| Anzahl der Personen | 151  | 146     |
| Unterschied         |      | −3,31 % |

Nach der Volkszählung 2011 wohnten in Rybník 152 Einwohner, davon 139 Slowaken, 10 Roma und zwei Magyaren. Ein Einwohner machte keine Angabe zur Ethnie.
91 Einwohner bekannten sich zur römisch-katholischen Kirche, 20 Einwohner zur Evangelischen Kirche A. B. und vier Einwohner zur reformierten Kirche. 33 Einwohner waren konfessionslos und bei vier Einwohnern wurde die Konfession nicht ermittelt.

## Baudenkmäler
- evangelische Kirche im gotischen Stil aus der zweiten Hälfte des 19. Jahrhunderts, seither mehrmals umgestaltet. Im Inneren befinden sich gotische Fresken aus dem 14. Jahrhundert, die Ausstattung ist vorwiegend aus dem 18. Jahrhundert
- Pfarrhaus im spätklassizistischen Stil aus dem Jahr 1857